# Брусник (Србац)
Брусник је насељено мјесто у општини Србац, Република Српска, БиХ. Према попису становништва из 2013. у насељу је живјело 100 становника.

## Становништво
| Демографија | Демографија | Демографија |
| Година      | Становника  | Становника  |
| ----------- | ----------- | ----------- |
| 1948.       | 160         |             |
| 1953.       | 162         |             |
| 1961.       | 188         |             |
| 1971.       | 189         |             |
| 1981.       | 174         |             |
| 1991.       | 177         |             |
| 1993.       | 175         |             |
| 2013.       | 100         |             |